# 今晚棒极啦
《今晚棒极啦》（日语：／ Konya ha Eeyan */?）是日本偶像團體吉本坂46的第二张單曲，於2019年5月8日由Sony Records發行。同名標題曲的Center（中心成員）由斋藤司及小川暖奈擔任。

## 背景及发行情况
单曲以附赠不同DVD的映像盤（選抜 ver.）、映像盤（RED ver.）及只有CD的通常盤共3种形态发行。
2019年4月20日的第11届冲绳国际电影节上，组合初次表演了单曲的4首收录曲目。
上张单曲中的小分队「POP MONSTER」及「Bitter&Sweet」本次合并为了「Sweet MONSTER」。上张单曲进行了成员个人封面销量的比拼、这张单曲则是以「選抜」「RED」「Sweet MONSTER」三个小分队作为竞争对象，至2019年8月18日为止封面销量最高的分队会获得下一张单曲主打曲目的演唱权。其中市售的通常盤记为「Sweet MONSTER」盤。而附有握手券的通常盘则是以所附握手券所指定成员所属分队计算。2019年8月18日、在京都举行的单曲发行纪念活动中公布了这一比拼的结果，“RED”大幅领先其他两支分队，成功获得组合第三张单曲的主打歌唱权。 
这张单曲的主打曲《今晚棒极啦》被选为了电影《黑超特警組：反轉世界》的日语版本主题曲。

## 歌曲列表

### 映像盤
| CD   | CD                                | CD     | CD                 | CD                 |
| 曲序 | 曲目                              |        | 作曲               | 编曲               |
| ---- | --------------------------------- | ------ | ------------------ | ------------------ |
| 1.   | 今晚棒极啦                        | 秋元康 | 今井大介、大野裕一 | 今井大介、大野裕一 |
| 2.   | 感谢你没有动力的爱（RED）         | 秋元康 | APAZZI             | APAZZI             |
| 3.   | 现在地（Sweet MONSTER）           | 秋元康 | BU-NI、今井大介    | BU-NI、今井大介    |
| 4.   | 帅哥骑士团（CC5）                 | 秋元康 | 渡邉沙志           | 石井裕介           |
| 5.   | 今晚棒极啦 off vocal ver.         |        | 今井大介、大野裕一 | 今井大介、大野裕一 |
| 6.   | 感谢你没有动力的爱 off vocal ver. |        | APAZZI             | APAZZI             |
| 7.   | 现在地 off vocal ver.             |        | BU-NI、今井大介    | BU-NI、今井大介    |
| 8.   | 帅哥骑士团 off vocal ver.         |        | 渡邉沙志           | 石井裕介           |

| DVD（選抜 ver.） | DVD（選抜 ver.）       | DVD（選抜 ver.） |
| 曲序             | 曲目                   | 导演             |
| ---------------- | ---------------------- | ---------------- |
| 1.               | 今晚棒极啦 Music Video | 池田一真         |

| DVD（RED ver.） | DVD（RED ver.）                | DVD（RED ver.） |
| 曲序            | 曲目                           | 导演            |
| --------------- | ------------------------------ | --------------- |
| 2.              | 感谢你没有动力的爱 Music Video | 新宮良平        |

### 通常盤
| CD   | CD                                | CD     | CD                 | CD                 |
| 曲序 | 曲目                              |        | 作曲               | 编曲               |
| ---- | --------------------------------- | ------ | ------------------ | ------------------ |
| 1.   | 今晚棒极啦                        | 秋元康 | 今井大介、大野裕一 | 今井大介、大野裕一 |
| 2.   | 感谢你没有动力的爱（RED）         | 秋元康 | APAZZI             | APAZZI             |
| 3.   | 现在地（Sweet MONSTER）           | 秋元康 | BU-NI、今井大介    | BU-NI、今井大介    |
| 4.   | 今晚棒极啦 off vocal ver.         |        | 今井大介、大野裕一 | 今井大介、大野裕一 |
| 5.   | 感谢你没有动力的爱 off vocal ver. |        | APAZZI             | APAZZI             |
| 6.   | 现在地 off vocal ver.             |        | BU-NI、今井大介    | BU-NI、今井大介    |

## 选拔成员

### 今晚棒极啦
（中心成员：小川暖奈、斋藤司）
- 斋藤司（日语：斎藤司 (お笑い芸人)）、小川暖奈（日语：スパイク (お笑い)）、小幡大哥（日语：おばたのお兄さん）、金田哲（日语：金田哲）、江原正博（日语：エハラマサヒロ）、真昼（日语：ガンバレルーヤ）、河本準一（日语：河本準一）、淑子（日语：ガンバレルーヤ）、遠藤章造、小出（日语：シャンプーハット (お笑いコンビ)）、灘儀武（日语：なだぎ武）、阿贤（日语：松谷賢示）、大地洋輔（日语：ダイノジ）、村上昭二（日语：村上ショージ）、Yuriyan Retriever（日语：ゆりやんレトリィバァ）、尾形貴弘（日语：尾形貴弘）

### 感谢你没有动力的爱
（「RED」名義。中心成员：小寺真理 、池田直人）
- SHUHO、藤井菜央、榊原徹士、A-NON、多田智佑（日语：トット）、三秋里步、Machaaki（日语：エグスプロージョン）、高野祐衣（日语：高野祐衣）、西村真二（日语：西村真二）、小寺真理、池田直人（日语：レインボー (お笑いコンビ)）、光永、HIDEBOH（日语：HIDEBOH）、田中Single（日语：8.6秒バズーカー）、阿恭（日语：きょん）、骏骏诊所P（日语：しゅんしゅんクリニックP）

### 现在地
（「Sweet MONSTER」名義。中心成员：岩橋良昌）
- 敬志（日语：トレンディエンジェル#メンバー）、松浦志穂（日语：スパイク (お笑い)）、正子、旺季志津香（日语：旺季志ずか）、島田珠代（日语：島田珠代）、♥小百合（日语：かつみ・さゆり）、野沢直子（日语：野沢直子）、八木真澄（日语：八木真澄）、山本圭壱（日语：山本圭壱）、哲儿（日语：シャンプーハット (お笑いコンビ)）、鰻和弘（日语：銀シャリ (お笑い)）、川島章良（日语：川島章良）、小竹（日语：ジャングルポケット (お笑いトリオ)）、岩橋良昌（日语：プラス・マイナス）

### 帅哥骑士团
（「CC5」名義）
- 榊原徹士、鰻和弘、多田智佑、金田哲、小幡大哥[5]